# جوليان بربور
جوليان بربور (بالإنجليزية: Julian Barbour)‏ (و. 1937 – م) هو فيزيائي، وفيزيائي نظري من المملكة المتحدة .

## التعليم
تعلم في جامعة كامبريدج، وجامعة كولونيا